# Erandio
Erandio é um município da Espanha na província da Biscaia, comunidade autónoma do País Basco. Faz parte da comarca de Grande Bilbau e tem 18 km² de área. Em 2021 tinha 24 489 habitantes (densidade: 1 360,5 hab./km²).